# 인도우주과학기술연구소

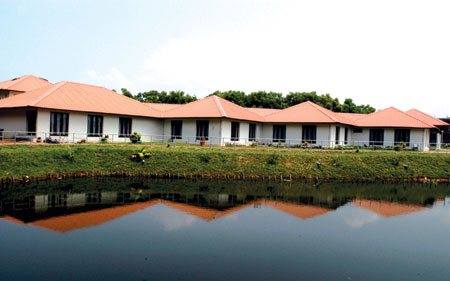
IIST 캠퍼스

인도우주개발연구소(힌디어: भारतीय अन्तरिक्ष विज्ञान एवं प्रौद्योगिकी संस्थान, 영어: Indian Institute of Space Science and Technology, IIST)는 인도의 우주 과학의 연구 개발을 위한 국립 연구소이다. 이 연구소는 인도우주연구기구의 재정 지원을 받고 있으며, 대학, 대학원 과정을 제공한다.

## 같이 보기
- 인도 공과대학교
- 인도 과학원